# Limnius perrisi
Limnius perrisi is een keversoort uit de familie beekkevers (Elmidae). De wetenschappelijke naam van de soort werd in 1843 gepubliceerd door Dufour.